# Cupido (Bankzitters)
Cupido is een lied van de Nederlandse YouTube-formatie Bankzitters uit 2023.
Het nummer is uitgebracht in een poging de Nederlandse inzending voor het Eurovisiesongfestival 2024 te worden. Hoewel deze poging niet succesvol is - Joost Klein wordt naar Malmö gestuurd - leverde het nummer de groep wel een hit op. YouTuber Acid beweerde kort hierna dat het nummer geen inzending voor het Eurovisiesongfestival was, maar een promotiestunt.
Het nummer bereikte daags na uitkomen de eerste plaats in de streamlijst van Spotify en haalde de 26e plek in de Nederlandse Top 40. De plaat wist een plek te behouden voor drie weken. In de videoclip bij het nummer treden een flink aantal BN'ers op, waaronder Özcan Akyol, Jandino Asporaat, Rolf Sanchez, Jörgen Raymann, Donnie, Frans Duijts, Jody Bernal, Yes-R en Suzan & Freek, die allen doen alsof ze een songfestivaljurylid zijn die het nummer 12 punten (de maximale score) geven.

## NPO Radio 2 Top 2000
| Nummer met noteringen in de NPO Radio 2 Top 2000 | '23 | '24 |
| ------------------------------------------------ | --- | --- |
| Cupido                                           | 813 | 417 |

1. ↑  Een vetgedrukt getal geeft de hoogste notering aan.
2. ↑  2023 was het eerste jaar met een notering voor dit nummer.